# Capela de Notre-Dame-du-Haut
A Capela Notre-Dame-du-Haut (fr: Chapelle Notre-Dame-du-Haut) é uma capela construída sobre a colina de Bourlémont em Ronchamp em Haute-Saône, França, pelo arquiteto franco-suíço Le Corbusier. Iniciada em 1950, foi concluída em 1955. A capela foi consagrada em 25 de junho de 1955 pelo arcebispo de Besançon.

## O sítio
A capela está implantada em platô no topo da colina de Bourlémont, sobre as ruínas de um santuário datado da Idade Média e dedicado à Virgem Maria. Este santuário que há séculos sofria sérios desgastes causados pelas intempéries e as guerras passadas, foi definitivamente destruído pelos bombadeios em setembro de 1944. Seria necessário um novo templo, para os fiéis que faziam visitas periódicas ao local, desde 1269.
Após o fim da Segunda Guerra Mundial, os habitantes da região de Ronchamp e a comissão de arte sacra de Besançon, decidem pela reconstrução da capela e a encomendaram a Le Corbusier, conhecido por ser o inventor da Unité d'Habitation, uma solução para os problemas de habitação do período pós-guerra. No entanto, os primeiros contatos entre os religiosos e o arquiteto foram difíceis, pois o arquiteto protestante de origem e ateu declarado, já tivera problemas anteriores com o clero durante as negociações para construir o templo de Tremblay-lès-Gonesses e o complexo para Saint-Baume, pois o mesmo se opunha à linguagem moderna de Le Corbusier.

## Partido arquitetônico
A capela possui paredes grossas e curvilíneas, que apoiam a cobertura em concreto de formato escultural. Nestas paredes pequenas vãos permitem o acesso da luz, em janelas irregulares e vindas das três torres claras. A luz é naturalmente controlada, realça o interior sem ofuscar o usuário.
| “ | "A cobertura foi posta sobre paredes que são absurda mas praticamente grossas. Dentro delas entretanto estão as colunas do concreto reforçado. O telhado descansará nestas colunas mas não tocará na parede. Uma fenda horizontal de luz com dez centímetros de altura surpreenderá." | ” |

A cobertura, vista do oeste, em direção à nave, comprime o espaço e na direção leste e sul, amplia o espaço e parece flutuar sobre as paredes.

## Contradições
Aos 63 anos, Le Corbusier inicia a  reconstrução da capela Notre-Dame-du-Haut a Ronchamp. Seria seu primeiro projeto de um edifício religioso, apesar de ter trabalhado em 1929 nas plantas da igreja de Tremblay. Em um primeiro momento, Le Corbusier declina o projeto, mas desta vez além de um excelente local para implantar a capela, Le Corbusier tem carta branca da Igreja para desenvolver sua liberdade criativa. Lírico, sobre a beleza do terreno, ele disse: «Eu nunca havia feito algo religioso, mas quando eu me vi diante destes quatro horizontes, não pude hesitar.».
A arquitetura fina e curvilínea da capela é surpreendente pelo que se via de Le Corbusier, um arquiteto racionalista que acreditava apenas no ângulo reto. A capela é repleta de contradições arquitetônicas, ao mesmo tempo quadrada e redonda, alongada e contida, baixa e alta. Segundo Christophe Cousin, o diretor do Museu de arte e história de Belfort,: «Ela possui uma planta muito simples, mas quando estamos no local, não é nem um pouco evidente.». Vasta e aberta sobre o exterior, ela se torna um local pequeno de recolhimento. Com o branco brilhante de seus muros externos, parece definir seu criador, para o qual: «a emoção arquitetural é o jogo sábio, correto e magnífico dos volumes sobre a luz.»
Por esta contradição à arquitetura de linhas retas de Corbusier e ao fato de este ser ateu, a capela de Ronchamp foi uma das obras que causaram mais polêmica e dificuldade de assimilação pela crítica, tanto por parte dos arquitetos, quanto pelo público.
Segundo Charles Jencks a capela representa um momento irônico de Le Corbusier, o desenho da capela parte de um sistema ortogonal: o cubo. No entanto este é distorcido, empurrado para dentro em três das faces, distorcido em direção ao sul e rebaixado em seu teto em direção à nave. Assim, o sentimento no interior é o oposto das igrejas de então, onde as grandes alturas das naves evidenciam a distância entre o mortal e a divindade.
O crítico americano Mumford e outros, viram em Ronchamp um regresso ao passado e à plasticidade, o inglês James Stirling considerou a obra como um indício da crise do racionalismo.
Le Corbusier projetou ainda dois outros edifícios religiosos: O convento de Sainte-Marie-de-la-Tourette, de 1957 a 1959, e a igreja de Saint-Pierre de Firminy.